# Masala TV
Masala TV is een Pakistaanse kookzender die wereldwijd bekeken wordt.

## Programma's
Masala TV heeft verschillende programma's er zijn programma's die lang blijven maar er zijn ook programma's die blijven voor een maand of een seizoen bijvoorbeeld speciaal voor het mango seizoen of voor de ramadan.
Hieronder een lijst van programma's:
- Handi
- Tarka
- cooking on a budget
- live at 9
- Flavours
- Lively weekends
- dawat
- oriental kitchen
- mango tango
- phalziyan
- sang sang chalein
- something fishy
- food diaries

## Eten
De programma's die worden uitgezonden wordt voornamelijk pakistaans eten gekookt, er zijn ook programma's met de chinees of indiaanse keuken.